# كينيدي فرنسيس بورنس
كينيدي فرنسيس بورنس (بالإنجليزية: Kennedy Francis Burns)‏ هو سياسي أيرلندي وكندي، ولد في 8 يناير 1842 في جمهورية أيرلندا، وتوفي في 23 يونيو 1895 في كندا. حزبياً، نشط في الحزب الليبرالي الكندي. وقد انتخب عضو الجمعية التشريعية لنيو برونزويك ‏ وانتخب عضو مجلس الشيوخ الكندي وانتخب عضو مجلس العموم الكندي.